# Borne (Overijssel)
Borne és un municipi de la província d'Overijssel, al centre-est dels Països Baixos. L'1 de gener de 2009 tenia 21.293 habitants repartits per una superfície de 26,15 km² (dels quals 0,15 km² corresponen a aigua). Limita amb els municipis de Hengelo, Hof van Twente, Almelo i Tubbergen.

## Centres de població
- Borne
- Hertme
- Zenderen

## Història
La primera referència a 'Burgunde' es remunta a 1206. Entre 1828 i 1973 la indústria tèxtil va ser molt important (fàbrica De Spanjaard). El 1895, Borne va ser el primer municipi neerlandès que va aconseguir una central elèctrica.

## Composició de l'ajuntament
- PvdA 6 regidors
- GB'90 6 regidors
- CDA 5 regidors
- D66 1 regidor
- VVD 1 regidor